# Solo für 2
Solo für 2 (All of Me) ist eine US-amerikanische Filmkomödie von Carl Reiner aus dem Jahr 1984. Die Handlung beruht auf dem Roman Me Two von Edwin Davis.

## Handlung
Der frustrierte Anwalt Roger Cobb möchte insgeheim gerne Musiker werden. Er hat eine Beziehung mit Peggy, der Tochter seines Chefs, und hofft auf eine Beförderung zum Kanzleipartner. Eine der Klientinnen der Kanzlei ist die todkranke Millionärin Edwina Cutwater. Sie hinterlässt ihr Vermögen testamentarisch einer jungen Frau, Terry Hoskins, der Tochter ihres Gärtners. Edwina beauftragt den Guru Prahka Lasa, ihre Seele in den Körper von Terry Hoskins zu verpflanzen, die damit einverstanden ist. Da Edwina ihr ganzes Leben schwer krank war, hofft sie darauf, in ihrem neuen Körper endlich das Leben kennenzulernen. Roger Cobb hilft bei der Formulierung des Testaments, hält das Ganze allerdings für Hokuspokus und sagt Edwina das auch ins Gesicht.
Als Edwina im Anwaltsbüro plötzlich stirbt und ein Tumult ausbricht, kommt es zu einem Fehler: Edwina gelangt versehentlich in Rogers Körper und hat fortan die Kontrolle über dessen rechte Körperhälfte, während Roger weiterhin seine linke Seite kontrolliert. Widerstrebend müssen sich die beiden Seelen in Cobbs Körper arrangieren; sie versuchen nun zum einen den Guru am Abreisen zu hindern, und zum anderen Terry zu einem zweiten Versuch zu bewegen. Es stellt sich heraus, dass diese dem „Budenzauber“ nur zugestimmt hat, weil sie nicht an den Erfolg glaubte, und es lediglich auf das Vermögen von Cutwater abgesehen hatte. Nun versucht sie alles, um die Vollendung des Seelentausches zu verhindern. 
Edwina kann in Rogers Körper ihre Abneigung gegen dessen fremdgehenden Chef nicht verbergen, was Roger sowohl seine Verlobte als auch seine Stelle kostet – was aber für ihn zum Teil auch eine Befreiung ist. Edwina muss erkennen, dass sie ihr altes Leben nie leben konnte und sich nun auf neue Dinge einlassen muss. Nach einigen Missgeschicken und Beinahekatastrophen gelingt es, den Transfer doch noch abzuschließen. Hoskins muss allerdings nicht die Ewigkeit im Universum verbringen, sondern darf in eines von Edwinas Pferden und wird nun von ihrem Vater, der Cutwaters Gärtner ist, gepflegt. In der letzten Szene sieht man, wie Cobb und Hoskins zusammen tanzen; im Spiegel sieht man Cobb und Cutwater.

## Kritiken
Roger Ebert schrieb in der Chicago Sun-Times vom 1. Januar 1984, dass der Film – wie „viele großen Screwball-Komödien“ – die strikte Logik auf absurde Situationen anwende. Der Zuschauer könne sich mit den meisten Motiven der Charaktere identifizieren. Ebert lobte die Nebendarsteller Richard Libertini und Jason Bernard.
Das Lexikon des internationalen Films schrieb, dass der Film „schwungvoll“, „grotesk“ und „ausgelassen-amüsant“ sei. Die „vielen Einfälle“ und die Darstellungen wurden gelobt.

## Auszeichnungen
Steve Martin und Lily Tomlin wurden im Jahr 1985 für den Golden Globe Award nominiert. Steve Martin gewann 1984 den New York Film Critics Circle Award und 1985 den National Society of Film Critics Award.

## Hintergrund
Die Dreharbeiten fanden in Culver Studios und in Beverly Hills statt. Die Weltpremiere des Films erfolgte am 7. September 1984 auf dem Toronto Film Festival.